# Pekelník
Pekelník (1897, v originále Devil's Disciple) je komedie anglického dramatika irského původu Georga Bernarda Shawa, nositele Nobelovy ceny za literaturu za rok 1925. Originální název znamená doslova Ďáblův žák, česky byla hra také uváděna pod názvem Čertovo kvítko. Jde o první z divadelních her, která vyšla roku 1901 ve sbírce Tři hry pro puritány (Three Plays for Puritane) společně s hrami Caesar a Kleopatra (1898, Caesar and Cleopatra) a  Obrácení kapitána Brassbounda (1899, Captain Brassbound's Conversion). Puritáni však nebyli pro Shawa náboženští horlivci, nýbrž střízliví realisté, kteří stejně jako on zavrhovali sentiment i sebeklam a prosazovali osvobozující poznání.
Komedie se odehrává během americké války za nezávislost. Hlavní hrdina, Dick Dungeon, kterému nebylo nikdy nic svaté, se nechá zatknout britskými vojáky namísto vesnického pastora, jenž má být jako rebelant pro výstrahu pověšen. Před anglickým soudem prokáže neobyčejnou zmužilost a morální pevnost, a poté, co jen o vlásek unikne popravě, se z něho stane zbožný duchovní, zatímco skutečný kněz najde své poslání jako kapitán revoluční milice.
Podle hry byl roku 1959 natočen film britského režiséra Guy Hamiltona v hlavních rolích s Burtem Lancasterem, Kirkem Douglasem a Laurencem Olivierem.